# 1780'erne
Århundreder: 17. århundrede – 18. århundrede – 19. århundrede
Årtier: 1730'erne 1740'erne 1750'erne 1760'erne 1770'erne – 1780'erne – 1790'erne 1800'erne 1810'erne 1820'erne 1830'erne
År: 1780 1781 1782 1783 1784 1785 1786 1787 1788 1789
Begivenheder
- Stavnsbåndet ophæves i 1788.

Personer